# 姜建清
姜建清（1953年2月—），出生於上海。1970年参加工作。1984年上海財經大學畢業，并在上海交通大學先后獲得工学碩士和管理学博士學位。中国共产党第十七届、十八届中央委员会候补委员。現任全球市值最大银行——中國工商銀行股份有限公司的董事長兼执行董事，同时兼任中国人民银行货币政策委员会委员、中国银行业协会会长、中国金融学会副会长。
姜建清對金融實務和金融学都研究，曾經發表學術文章和著作；是上海交通大學的博士生导师。

## 早年经历
姜建清17岁时，响应“上山下乡运动”的号召，到江西农村插隊劳动；之後，又在河南一煤礦工作3年；在知青大返城的背景下，于1979年回到上海，开始入職中國大陸金融業。在銀行，半工半讀。1984年，由上海財經大學畢業，并正式进入中國工商銀行工作。
姜从工行的柜台职员做起，用16年的时间，做到了工行上海市分行副行长；1995年，出任上海城市合作银行行长。在此期间，他还不断的学习，在上海交通大学先后获得工学硕士、以及管理学博士学位。

## 执掌工行
1999年7月，姜建清调升中国工商银行党委副书记、副行长；仅7个月后，即接替刘廷焕出任工行行长、兼党委书记。2005年4月，工商银行的股份制改制方案获国家批准；同年10月，姜出任新成立的中国工商银行股份有限公司的董事长；并领导工行一年后，成功在上海证券交易所和香港交易所同时挂牌上市，总市值超过1万亿元，创造出当时全球最大IPO。2010年9月起，兼任中国人民银行货币政策委员会委员。2016年5月，卸工行党委书记。

## 所获荣誉
2009年荣获“第一财经金融价值榜”年度银行家殊荣
2011年荣获“第一财经金融价值榜”年度银行家殊荣